# Roy Sullivan
Roy Cleveland Sullivan (* 7. Februar 1912 im Greene County, Virginia; † 28. September 1983) war ein amerikanischer Forstbediensteter im Shenandoah-Nationalpark in Waynesboro (Virginia). Weltweite Berühmtheit erlangte Sullivan, weil er angeblich siebenmal vom Blitz getroffen wurde und jeden dieser Blitzschläge überlebt hat. Es wird auch Jahrzehnte nach seinem Tod regelmäßig über ihn in den Medien berichtet, stichhaltige Beweise werden dabei nicht aufgeführt. Wissenschaftlich ist es nicht erklärbar, wie jemand ohne körperliche Schäden einen Blitzeinschlag überleben soll, bei dem das Haar angebrannt ist, wie in einem der berichteten Vorfälle.
Er starb unter mysteriösen Umständen im Alter von 71 Jahren. Offiziell beging er im Bett neben seiner 30 Jahre jüngeren Frau mit einer Pistole Suizid, was diese jedoch erst Stunden später bemerkt haben will.

## Die sieben Blitzeinschläge
Sechs der sieben angeblichen Blitzeinschläge geschahen während Sullivans Arbeit im Shenandoah-Nationalpark, an jenem Ort, an welchem er zum Großteil seines Lebens arbeitete.
- 1942: Sullivan wird zum ersten Mal vom Blitz getroffen, während er sich in einem Feuerwachtturm aufhält. Der Blitz schlägt in seinem Bein ein, dabei verliert er den Nagel eines großen Zehs.
- 1969: Während der Fahrt mit einem LKW auf einer Bergstraße versengt ein Blitz seine Augenbrauen und er verliert das Bewusstsein.
- 1970: Ein Blitz schlägt in seine linke Schulter ein, während er sich in seinem Vorgarten aufhält.
- 1972: Ein Blitz setzt seine Haare in Brand. Danach führt er immer eine Kanne Wasser mit sich.
- 1973: Am 7. August macht er mit seinem Auto eine Patrouillenfahrt durch das Nationalparkgebiet, als sich ein Gewitter zusammenbraut. Als das Gewitter vorbei zu sein scheint, verlässt er das Auto und wird vom Blitz getroffen. Erneut gerät sein Haar in Brand. Sullivan erzählte später einem Reporter, er habe sich wie von der Wolke verfolgt gefühlt.
- 1976: Am 5. Juni wird Sullivan während eines Kontrollgangs auf einem Campingplatz von einem Blitz in die Ferse getroffen.
- 1977: Am 25. Juni befindet er sich auf einem Angelausflug, als er zum letzten Mal von einem Blitz getroffen wird. Er wird mit Brandwunden an Bauch und Brust ins Krankenhaus eingeliefert.

Sullivan, der mit dem Spitznamen „Der menschliche Blitzableiter“ belegt wurde, steht mit seinen Erlebnissen auch im Guinness-Buch der Rekorde. 
Die Wahrscheinlichkeit, siebenmal vom Blitz getroffen zu werden, liegt bei 1 zu 16 Quadrillionen (eine 16 gefolgt von 24 Nullen – 16.000.000.000.000.000.000.000.000). Allerdings ist zu beachten, dass bei dieser Angabe keine Risikofaktoren berücksichtigt wurden. Im Falle Sullivans liegen diese in seiner langjährigen beruflichen Tätigkeit im Freien sowie in seinem Wohnort – Virginia verzeichnet durchschnittlich um die 40 Gewittertage im Jahr.